# Haus Asbeck (Legden)
Das Haus Asbeck war eine hochmittelalterliche Wasserburg der Herren von Asbeck nordöstlich des Stadtteils Asbeck der Gemeinde Legden im Kreis Borken in Nordrhein-Westfalen.

## Geschichte
Die Herren von Asbeck sind ab 1154 unter den Ministerialen des Bistums Münster nachgewiesen, 1163 erscheint ein Lubertus de Asbeke in Asbeck selbst. Der Rittersitz blieb in ihren Händen bis 1577, als er auf dem Heiratsweg an die Torck zu Vorhelm kam. Von diesen gelangte er im 17. Jahrhundert auf gleiche Weise an die von Schenckinck zu Bevern. 1731 fiel das Gut im Erbgang an die Droste zu Vischering. Diese ließen das seit dem 18. Jh. baufällige Herrenhaus bis 1873 in mehreren Etappen abbrechen.

## Beschreibung
Ursprünglich lag die Anlage auf zwei Inseln, die in einem rechteckigen Wall mit Wassergraben lagen. Anfänglich waren die Ecken der Befestigung mit Türmen bewehrt. Seit dem Abriss des Herrenhauses dient das alte Bauhaus aus der 1. Hälfte des 16. Jhs. als Pächterwohnung. Das alte Herrenhaus bestand nach alten Beschreibungen aus einem 20 × 7 m großen, zweistöckigen Ziegelbau mit hohem Keller, dessen oberes Stockwerk irgendwann abgetragen worden war. An Nebengebäuden sind noch ein Pförtnerhaus, ein Pferdestall, zwei Scheunen und eine Kapelle überliefert.